# ギャロッピング現象
ギャロッピング現象（ギャロッピングげんしょう、Galloping）とは、送電線に雪や氷が付着した状態で強風が吹き寄せたとき、送電線が上下に激しく振動する現象のことである。着雪・着氷と風による送電線の自励振動現象と考えられる。上下方向のほかに水平方向と捻れ振動を伴う。
通常の強風では起こりえないような大幅な振動が継続するので、送電線同士が接触する混触による短絡による送電設備の破損や停電などが発生することがある。また、送電線の張力変動により碍子や鉄塔の疲労障害の要因となる可能性が指摘されている。

## 原理
送電線は普通、断面が円形で、立体的に見ると長い筒状になっている。しかし、ギャロッピング現象の場合は、送電線の風上側にだけ雪や氷が付着することで、断面が長円形や三角形に近い形、立体的に見ると筒の横に翼がくっついたような形状になる。これにより、同じような強風の条件下でも、後者は大きな揚力を受けるため上下に大きく振動するようになる。
揚力により上下の振動（鉛直振動）が起こりやすくなると、重力の制約を受けた左右の振動と合わさって、幅の大きな激しい振動を起こす。このため、送電線同士が異常接近したり接触したりして、ショートする。これは低圧の細い送電線だけではなく、高圧の太く重い送電線でも起こり、電力網の系統送電線（基幹路線）で起こった場合は社会的に大きな影響を与える。
発生に適した風向・風速が研究により判明している。
- 上空から地図のように見て、風向が送電線路に直角方向である。おおむね送電線と風向のなす角度が45度以上だと起こりやすい。
- 横から見て、風向が水平（層流）である。
- 風が定常的に吹く（強弱変化の少ない強風が長く続く）と発生しやすい。風速は約5メートル毎秒以上とされている。

また、着雪が起こりやすい条件として、水の融点に近い0 - 2℃くらいという研究結果がある。また、これに近い温度で、雨氷や樹氷などの着氷も発生する。
ショートの防止策として、通常のスペーサをルーズスペーサや相間スペーサに換えて、異常接近を防ぐことなどが挙げられる。

## 発生例
発生に適した条件はそう多くは無く、発生例もあまり多くない。
近年では、2005年12月22日 - 23日に発生した新潟大停電で報告されている他、2015年3月2日に発生した長野県での大規模停電もギャロッピング現象によるショートが原因だと考えられている。なお新潟大停電では、塩分を含んだ雪が付着したことでがいしの絶縁性が低下したことも、送電障害の原因とされている。